# Andy Winter
Andrew Winter, noto come Andy (Wishaw, 10 marzo 2002), è un calciatore scozzese, attaccante dell'Arbroath in prestito dal Livingston.

## Caratteristiche tecniche
È un centravanti.

## Carriera

### Club
Cresciuto nel settore giovanile dell'Hamilton Academical, debutta in prima squadra il 28 gennaio 2020 in occasione dell'incontro di Scottish Cup vinto 5-0 contro l'Edinburgh, dove realizza anche la sua prima rete.

### Nazionale
Ha giocato nelle nazionali giovanili scozzesi Under-16, Under-17 ed Under-18.

## Statistiche
Statistiche aggiornate al 15 maggio 2024.

### Presenze e reti nei club
| Stagione                   | Squadra                    | Campionato                 | Campionato | Campionato | Coppe nazionali | Coppe nazionali | Coppe nazionali | Coppe continentali | Coppe continentali | Coppe continentali | Altre coppe | Altre coppe | Altre coppe | Totale | Totale | Totale |
| Stagione                   | Squadra                    | Comp                       | Pres       | Reti       | Comp            | Pres            | Reti            | Comp               | Pres               | Reti               | Comp        | Pres        | Reti        | Pres   | Reti   |        |
| -------------------------- | -------------------------- | -------------------------- | ---------- | ---------- | --------------- | --------------- | --------------- | ------------------ | ------------------ | ------------------ | ----------- | ----------- | ----------- | ------ | ------ | ------ |
| 2019-2020                  | Hamilton Academical        | SP                         | 3          | 0          | CS+CdL          | 2+0             | 1+0             |                    | -                  | -                  | CC          | 2           | 2           | 7      | 3      |        |
| 2020-2021                  | Hamilton Academical        | SP                         | 22         | 0          | CS+CdL          | 0+1             | 0               |                    | -                  | -                  | CC          | 0           | 0           | 23     | 0      |        |
| 2021-2022                  | Hamilton Academical        | SC                         | 15         | 4          | CS+CdL          | 0               | 0               |                    | -                  | -                  | CC          | 0           | 0           | 15     | 4      |        |
| 2022-2023                  | Hamilton Academical        | SC                         | 34+4       | 4+3        | CS+CdL          | 3+4             | 0+2             |                    | -                  | -                  | CC          | 3           | 0           | 48     | 9      |        |
| 2023-2024                  | Hamilton Academical        | SL1                        | 17+2       | 0          | CS+CdL          | 0+4             | 0+2             |                    | -                  | -                  | CC          | 0           | 0           | 23     | 2      |        |
| Totale Hamilton Academical | Totale Hamilton Academical | Totale Hamilton Academical | 91+6       | 8+3        |                 | 14              | 5               |                    | -                  | -                  |             | 5           | 2           | 116    | 18     |        |
| Totale carriera            | Totale carriera            | Totale carriera            | 97         | 11         |                 | 14              | 5               |                    | -                  | -                  |             | 5           | 2           | 116    | 18     |        |

## Palmarès

### Club

#### Competizioni nazionali
- Scottish Challenge Cup: 1

Hamilton Academical: 2022-2023
- Scottish League One: 1

Arbroath: 2024-2025